# Platythomisus
Platythomisus is een geslacht van spinnen uit de  familie van de Thomisidae (krabspinnen).

## Soorten
- Platythomisus deserticola Lawrence, 1936
- Platythomisus heraldicus Karsch, 1878
- Platythomisus insignis Pocock, 1899
- Platythomisus jubbi Lawrence, 1968
- Platythomisus jucundus Thorell, 1894
- Platythomisus nigriceps Pocock, 1899
- Platythomisus octomaculatus (C. L. Koch, 1845)
- Platythomisus pantherinus Pocock, 1898
- Platythomisus quadrimaculatus Hasselt, 1882
- Platythomisus scytodimorphus (Karsch, 1886)
- Platythomisus sexmaculatus Simon, 1897
- Platythomisus sibayius Lawrence, 1968
- Platythomisus sudeepi Biswas, 1977